# Heather Moyse
Heather Leann Moyse (Summerside, 23 luglio 1978) è una multiatleta canadese che rappresentò il suo Paese nel bob a due in quattro edizioni delle olimpiadi invernali vincendo due medaglie d’oro, e nel ruolo di tre quarti ala nel rugby a 15 in due edizioni della Coppa del Mondo,  in entrambe le occasioni risultando la miglior marcatrice di mete.
Rappresentò inoltre, come velocista, l’Isola del Principe Edoardo conquistando il record provinciale dei 200 metri piani nel 1996 e detenendolo fino al 2013; nel 2012 infine fu ancora rappresentante del Canada ai campionati panamericani di ciclismo nella specialità dei 500 metri da ferma giungendo quarta assoluta.
Oltre all’attività sportiva è nota per iniziative di beneficenza e di propaganda della cultura e dell’economia dell’Isola del Principe Edoardo, che nel 2014 le conferì la decorazione del proprio Ordine; dal 2016 inoltre figura nella World Rugby Hall of Fame.

## Biografia
Dopo il diploma nella sua città natale al Three Oaks Senior High School, in cui praticò calcio, rugby e atletica, Moyse compì studi di chinesiologia all’Università di Waterloo (Ontario); a 18 anni conseguì risultati di rilievo nonostante una malformazione del cotile che le impediva un corretto posizionamento di gambe e ginocchia.
Saltò infatti 10 metri e 94 centimetri nel triplo, al 2018 ancora record provinciale dell’Isola del Principe Edoardo e conseguì quello dei 200 metri piani, battuto solo nel 2013 da Bailey Smith.
All’università Moyse praticò rugby per un anno, e nel 2000 fu selezionata per il Canada U-23 di rugby; nel 2001 trascorse un semestre in Irlanda giocando nel Blackrock College.
Dopo la parentesi irlandese fu a Trinidad e Tobago per un programma di sostegno allo sviluppo del rugby femminile e di agevolazione della pratica sportiva ai bambini sordi; tornata in patria nel 2004 esordì nella nazionale maggiore canadese di rugby in un test match contro l’Inghilterra.
Fino a 27 anni Moyse, per sua stessa ammissione, non si era mai allenata, riuscendo a ottenere risultati sportivi solo per talento e conformazione fisica; alla fine del 2005 fu chiamata dal comitato sport invernali canadesi per formare un equipaggio insieme alla driver Helen Upperton, in coppia con la quale esordì in Coppa del Mondo a Sankt Moritz in Svizzera, in vista del torneo di bob a due alle olimpiadi invernali di Torino 2006; la coppia per soli 6 millesimi di secondo non salì sul podio, fermandosi al quarto posto dietro l’equipaggio italiano di bronzo Weissensteiner-Isacco.
Nella tarda estate di quello stesso anno Moyse fu convocata in nazionale di rugby per la Coppa del Mondo che il Canada disputò in casa propria a Edmonton: nonostante la sconfitta in semifinale contro l’Inghilterra e il quarto posto finale, a livello personale Moyse fu la miglior marcatrice di punti e mete di tale edizione del torneo, rispettivamente 35 e 7.
Tra le due olimpiadi apparve in varie gare di Coppa del Mondo di bob, aiutando le sue compagne di squadra (prima la citata Upperton e successivamente Kaillie Humphries) a giungere due volte al terzo posto finale; proprio con Kaillie Humphries si presentò al torneo olimpico di Vancouver del 2010, vincendo la medaglia d’oro.
Partecipò, in quello stesso anno olimpico, alla sua seconda Coppa del Mondo di rugby, in Inghilterra, in cui il Canada chiuse al sesto posto ma che a livello individuale la rivide confermarsi miglior realizzatrice di mete, di nuovo con 7.
L’esperienza inglese in Coppa del Mondo fu l’ultima apparizione nel rugby a 15; poco dopo dovette operarsi per una frattura a una caviglia e rimase inattiva; in fase di riabilitazione, nel corso della quale si esercitò con la bicicletta, conseguì tempi tali da permetterle di emergere a livello nazionale anche nella velocità su pista e, nel 2012, fu convocata nella squadra femminile canadese al torneo ciclistico dei Giochi Panamericani a Mar del Plata (Argentina): nella gara dei 500 metri da ferma su pista realizzò il tempo di 0:36.21 giungendo quarta a 34 centesimi di secondo dalla zona medaglia.
Nel 2013 ebbe un breve ritorno al rugby, benché nella disciplina a sette, in cui esordì con il Canada nel corso della tappa olandese delle Sevens World Series; prese parte alla Coppa del Mondo di specialità giungendo fino alla finale poi persa contro la Nuova Zelanda 12-29.
Nel 2014, a Soči (Russia), fu di nuovo ai giochi olimpici in coppia con Kaillie Humphries, e l’equipaggio vinse la propria seconda medaglia d’oro consecutiva con il tempo di 3:50.61, di appena 10 centesimi di secondo migliore della coppia statunitense Meyers-Williams.
Nel luglio di quello stesso anno ricevette dal Parlamento provinciale l’onorificenza di membro dell’ordine dell’Isola del Principe Edoardo per i suoi contributi sportivi e sociali.
A novembre 2016 fu altresì ammessa nella World Rugby Hall of Fame, prima donna canadese e seconda rugbista in assoluto del suo Paese a figurare in tale galleria dopo Gareth Rees.
Ormai ritiratasi dallo sport da più di tre anni e dedita alla sua attività di conferenziera motivazionale, la trentanovenne Moyse fu contattata nel 2017 da Kaillie Humphries per riformare l’equipaggio in vista dell’appuntamento olimpico di Pyeongchang 2018 in Corea del Sud: Moyse declinò l’invito dichiarando di non avere più motivazioni; tuttavia, quando qualche mese dopo ricevette la stessa offerta da Alysia Rissling, in cerca di una compagna frenatrice per lo stesso torneo, Moyse accettò perché motivata non più dal conquistare una terza medaglia che non le interessava, ma di aiutare qualcuno a vincere la sua prima.
A Pyeongchang la coppia Moyse-Rissling finì al sesto posto, mentre le connazionali Humphries-George vinsero il bronzo; nonostante il mancato podio, Moyse definì tale risultato in coppia con Rissling «più gratificante di un’eventuale medaglia vinta con chiunque altro», perché «ottenuto insieme a qualcuno con cui volevo ottenerlo per motivi che ritengo giusti».

## Palmarès

### Bob
- Oro olimpico: 2
Vancouver 2010: bob a due
Soči 2014: bob a due
- Bronzo mondiale di bob: 2
Königssee 2011: bob a due
Königssee 2011: squadre miste

#### Vittorie in Coppa del Mondo
| Data             | Luogo        | Specialità                                          |
| ---------------- | ------------ | --------------------------------------------------- |
| 20 gennaio 2006  | Sankt Moritz | Bob a due (in coppia con Helen Upperton, pilota)    |
| 12 dicembre 2008 | Innsbruck    | Bob a due (in coppia con Helen Upperton, pilota)    |
| 19 dicembre 2009 | Altenberg    | Bob a due (in coppia con Kaillie Humphries, pilota) |
| 30 novembre 2013 | Calgary      | Bob a due (in coppia con Kaillie Humphries, pilota) |
| 14 dicembre 2013 | Lake Placid  | Bob a due (in coppia con Kaillie Humphries, pilota) |
| 11 gennaio 2014  | Sankt Moritz | Bob a due (in coppia con Kaillie Humphries, pilota) |